# Erika Bordag-Wettengel
Erika Ruth Bordag-Wettengel (* 24. Dezember 1921 in Dresden; † 23. September 1975 ebenda) war eine deutsche Gesellschaftswissenschaftlerin. Sie war die erste berufene Professorin an der Technischen Hochschule Dresden. Bordag-Wettengel war auch als Sportlerin erfolgreich und mehrfache DDR-Meisterin im Turmspringen.

## Leben und Wirken

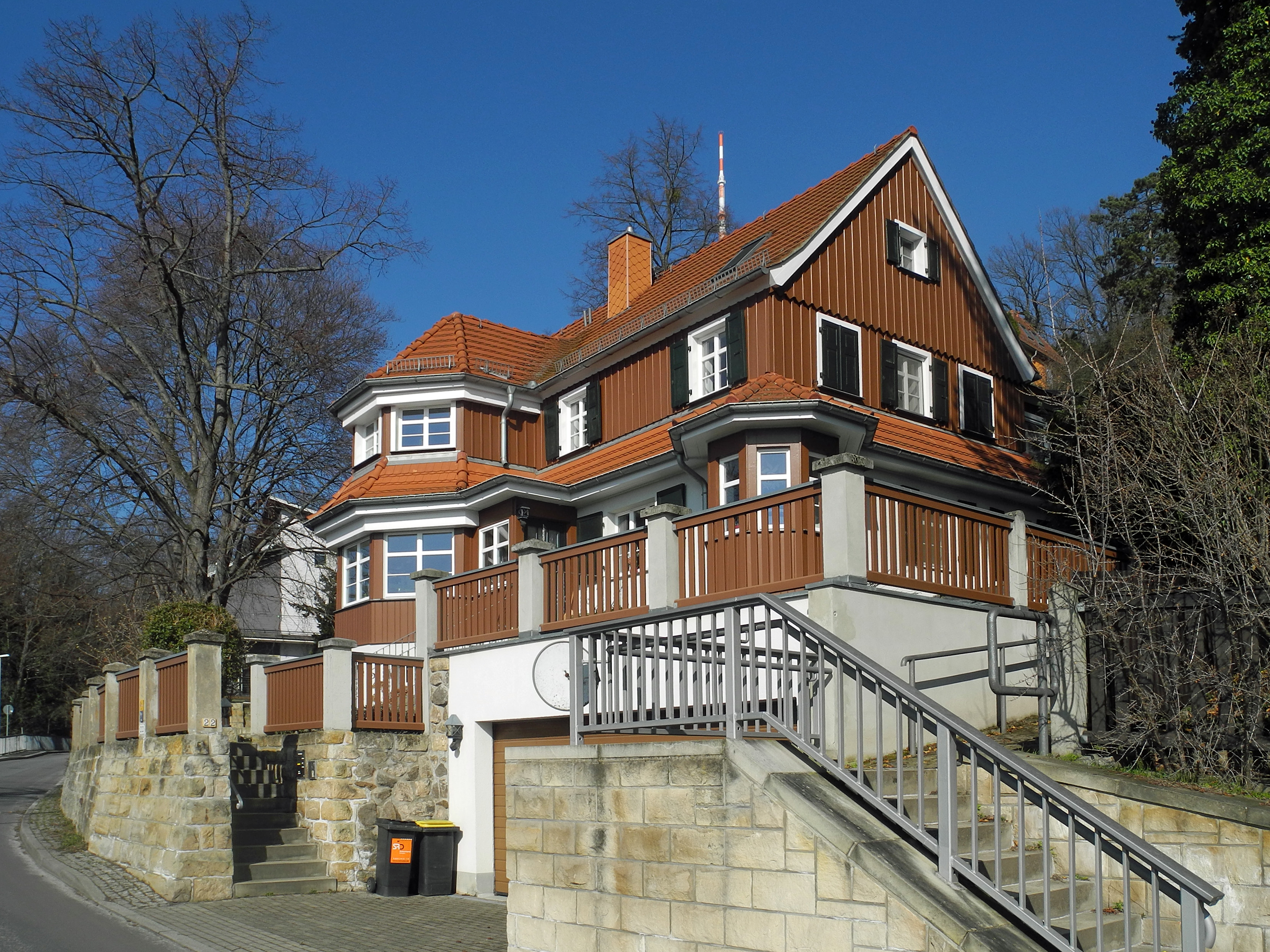
Villa Wachwitzer Bergstraße 22

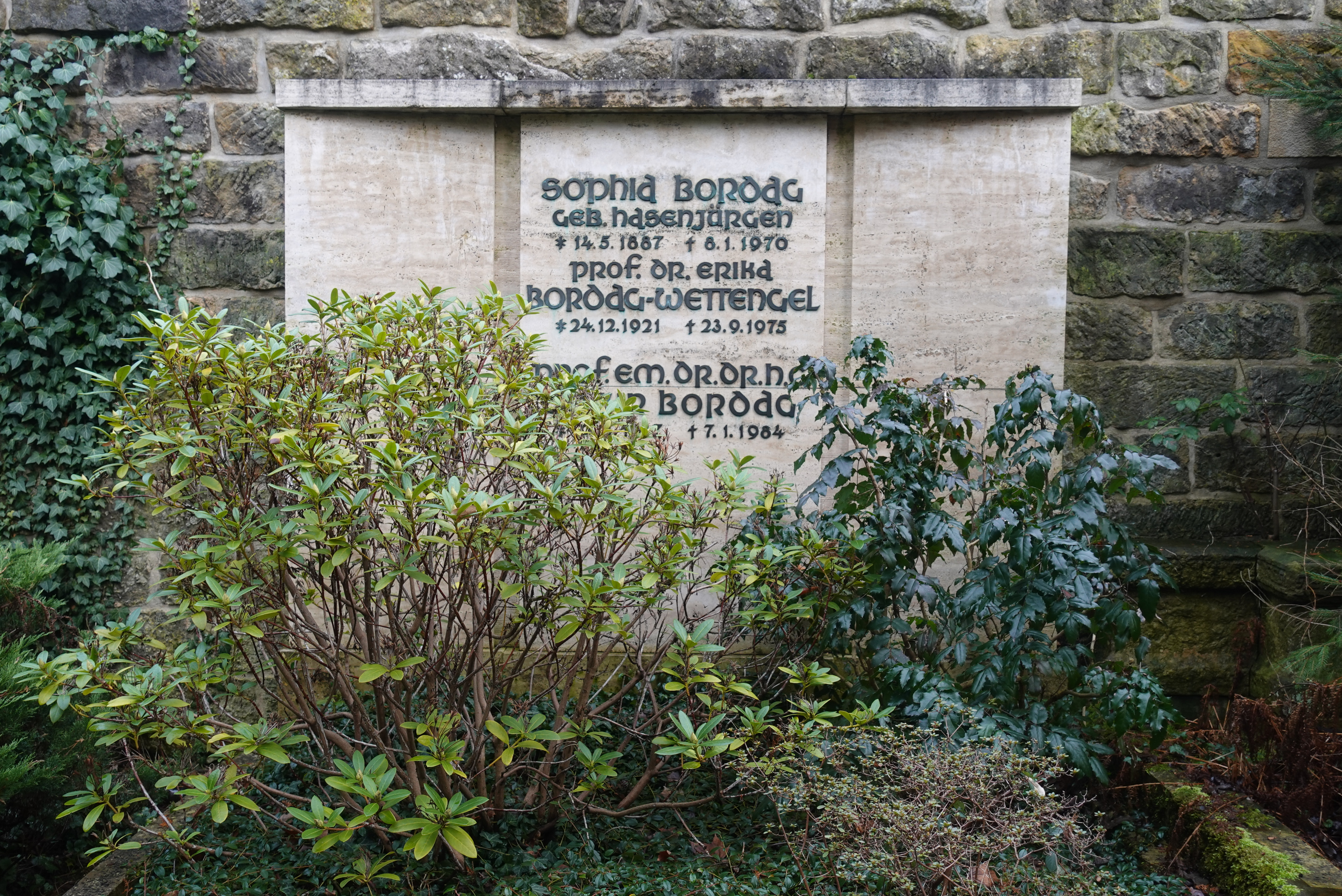
Grab von Erika Bordag-Wettengel auf dem Loschwitzer Friedhof

Bordag-Wettengel kam als Tochter der Dresdner Stadtverordneten Dorothea Wettengel (1892–1966) in Dresden zur Welt. Dorothea Wettengel war KPD- und ab 1929 SPD-Mitglied und wurde während der Zeit des Nationalsozialismus mehrfach in „Schutzhaft“ genommen. Nach 1945 trat Wettengel der SED bei. Bordag-Wettengels Vater arbeitete als Elektromechaniker. Sie besuchte die Clara-Schumann-Schule in der Dresdner Johannstadt, wo sie 1940 ihr Abitur ablegte. Im selben Jahr bewarb sie sich an der Technischen Hochschule Dresden vergeblich um ein Stipendium, um Chemie studieren zu können. Sie studierte stattdessen ab 1940 Pädagogik an der Dresdner Hochschule für Lehrerbildung und legte 1941 die erste und 1944 die zweite Prüfung für das Lehramt ab. Ab 1941 war sie als Volksschullehrerin tätig.
Sie begann 1945 ein Studium der Wirtschaftswissenschaften an der Universität Leipzig, das sie 1947 mit dem Diplom abschloss. Sie blieb als Assistentin an der Universität Leipzig und begann 1948 ihre Aspirantur an der Fakultät Gesellschaftswissenschaften, an der sie auch als Lehrbeauftragte tätig war. Betreuer ihrer Doktorarbeit war Friedrich Behrens. Im Jahr 1948 verteidigte sie erfolgreich ihre Dissertation zum Thema Die Kritik an der Marx’schen Wertlehre. 
Bordag-Wettengel nahm ab dem Wintersemester 1950/1951 zunächst eine Professur mit Lehrauftrag für Grundlagen der Politischen Ökonomie an der TH Dresden wahr, bevor sie 1953 als Professorin für Politische Ökonomie des Kapitalismus mit vollem Lehrauftrag berufen wurde. Sie war damit die erste Frau, die eine Professur an der TH Dresden erhielt. Dies wurde in Publikationen der DDR als Zeichen der Gleichberechtigung der Frau besonders herausgestellt. Bordag-Wettengels wissenschaftlicher Werdegang sei „kein Einzelfall. Viele Frauen gehen heute in der Deutschen Demokratischen Republik einen ähnlichen Weg und machen so die Gleichberechtigung der Frau zu einem lebendigen Faktor im gesellschaftlichen Leben unseres Staates“, so die Zeitschrift Der Export 1959. Die Union nannte Bordag-Wettengels Berufung 1953 unter der Überschrift „Eine Frau wirkt als Professor an der TH Dresden“ ein „beredtes Beispiel dafür“, dass „der Frau alle Berufe offen [stehen]. Sie kann aufsteigen bis zu den höchsten und verantwortungsreichsten Positionen in Wirtschaft, Kultur und Wissenschaft“. Bordag-Wettengel war Direktorin des Instituts für Politische Ökonomie an der TH Dresden (ab 1961 TU Dresden). Von 1969 bis zu ihrem Tod 1975 lehrte und forschte sie an der Professur für Politische Ökonomie der Sektion Marxismus-Leninismus der TU Dresden.

## Erfolge als Sportlerin
Bordag-Wettengel begann 1937 mit dem Turm- und Kunstspringen und wurde 1940 Deutsche Jugendmeisterin und 1941 Deutsche Studentenmeisterin. Wegen „Auflehnung gegen das Führerprinzip“ wurde sie im selben Jahr aus dem Sportbund ausgeschlossen. Sie nahm das Training 1947 erneut auf und wurde unter dem Namen Erika Wettengel Ostzonenmeisterin, bis 1953 dreifache DDR-Meisterin im Turmspringen, internationale Studentenmeisterin und 1950 Internationale Ungarische Meisterin. Im Dreiländerkampf (Ungarn, DDR, Sowjetunion) der besten Wasserspringer 1953 belegte sie – zu der Zeit bereits verheiratet und Professorin – den fünften Platz. Von 1952 bis 1954 war sie Mitglied des wissenschaftlichen Rates für Körperkultur und Sport.

## Privates
Bordag-Wettengel war mit dem Gesellschaftswissenschaftler Artur Bordag (1917–1984) verheiratet; beide wurden bereits verheiratet gemeinsam an die TH Dresden berufen. Das Ehepaar hatte zwei Söhne; die Familie wohnte in der Villa Wachwitzer Bergstraße 22. Sie verstarb 1975 in Dresden und wurde auf dem Loschwitzer Friedhof beigesetzt.

## Publikationen (Auswahl)
- Über einige Veränderungen in den gesellschaftlichen Verhältnissen Europas zwischen dem 15. und 18. Jahrhundert. In: Wissenschaftliche Zeitschrift der TH Dresden, Nr. 1, 1951/52, S. 101–106.
- Zur Geschichte der Wirtschaftswissenschaften an der TH. In: Technische Hochschule Dresden: 125 Jahre Technische Hochschule Dresden. 1953, S. 155–164.
- Zur Vorbereitung der wissenschaftlichen Produktionsweise. In: Wissenschaftliche Zeitschrift der TH Dresden, Nr. 1, 1954/55, S. 121–140.
- Probleme der gesellschaftlichen und historischen Rolle der kapitalistischen Rationalisierung in Westdeutschland. In: Wissenschaftliche Zeitschrift der TH Dresden, Nr. 4, 1955/56, S. 623–636.
- Warenproduktion und Wertgesetz in den vorkapitalistischen Klassengesellschaften. In: Wissenschaftliche Zeitschrift der TH Dresden, Nr. 4, 1957/58, S. 723–733.
- Auswirkung der Automatisierung auf die gesellschaftlichen Verhältnisse im Kapitalismus und im Sozialismus. In: Aktuelle Probleme der Mechanisierung und Automatisierung – 12 populärwissenschaftliche Beiträge von Wissenschaftlerin der TU Dresden. 1961, S. 140–149.
- Die technischen Wissenschaften – kein Monopol der Männer. In: Das Hochschulwesen, Nr. 10, 1962, S. 219–224.
- Bürgerliche Legenden vom Wesen der kapitalistischen Rationalisierung in Westdeutschland. In: Jahrbuch für Wirtschaftsgeschichte/Economic History Yearbook, Jg. 4, Nr. 1, 1963, S. 61–126